# Pecakaran
Pecakaran is een bestuurslaag in het regentschap Pekalongan van de provincie Midden-Java, Indonesië. Pecakaran telt 3535 inwoners (volkstelling 2010).